# Bezique (jogo)
Bezique ([bəˈziːk]) ou bésigue (fr) é um jogo francês de cartas do século XVIII, do tipo de  vazas para dois jogadores, que foi importado para a Grã-Bretanha e ainda é jogado hoje. O jogo é derivado do jogo francês piquet, possivelmente via Sessenta_e_Seis_(jogo) e briscan, com recursos de pontuação adicionais, notavelmente a ligação peculiar de Damas e Valetes que também é uma característica do pinochle, Binokel e jogos com nomes semelhantes que variam de acordo com o país.

## História
Uma das primeiras teorias que apareceu na edição de 1864 de The American Hoyle era que o bezique se originou na Suécia como resultado de uma competição real. Esta história muito repetida, mas sem fundamento, é contada assim:
O Jogo Real de Bézique

Supõe-se que este interessante jogo tenha se originado na Suécia. Diz-se que durante o reinado do Primeiro Carlos (presume-se que se refira a Carlos I da Inglaterra, que reinou de 1625 a 1649) — tendo sido oferecida uma recompensa por aquele monarca para o melhor jogo de cartas, desde que cumprisse certos requisitos — um pobre mestre-escola, chamado Gustave Flaker, apresentou como prêmio o jogo de cartas que chamou de Flakernuhle, que foi aceito por seu mestre real, e ele deixou o destinatário muito feliz com a prometida bolsa de ouro. O jogo tornou-se muito popular na Suécia e foi finalmente introduzido na Alemanha, modificado em alguns aspectos e chamado de Penuchle. Lá, também adquiriu grande popularidade. Faz apenas alguns anos que foi introduzido pela primeira vez em Paris, mas também se tornou um jogo favorito entre todas as classes sociais locais. Os franceses deram-lhe o nome de Bézique.
O que se sabe é que as primeiras regras – para um jogo com uso de um único baralho de 32 cartas – surgiram em Paris em 1847, onde Méry o descreveu como um novo jogo. Outra teoria inicial era que o bezique foi desenvolvido na França a partir do piquet e que a palavra "bezique", anteriormente bésique ou bésigue, era conhecida na França no século XVII., Provavelmente derivado do jogo de cartas italiano bazzica. No entanto, mais recentemente, historiadores franceses traçaram as origens do bezique até um jogo chamado bezi ou bezit, que descendeu através de uma forma de bezique único, também conhecido como cinq cents ou binage, até o bezique moderno inicial.. c.
A palavra bezique significava antigamente "correspondência" ou "associação" ". Em países de língua inglesa, Binocles, que significa óculos com essa pronúncia, tornou-se o nome de Bezique com pequenas variações de regras, evoluindo para Pinochle. Pinochle de duas mãos, bezique de duas mãos e binokel de duas mãos são quase idênticos; a principal diferença é que o último é jogado com dois baralhos de 24 cartas do naipe alemão, em vez de dois baralhos de 32 cartas do naipe francês. O primeiro, juntamente com o bezique de seis baralhos e o bezique Rubicon, ainda é jogado nos Estados Unidos. O jogo atingiu sua maior popularidade em Paris por volta de 1860 e chegou à Inglaterra em 1861. Talvez o mais famoso defensor do jogo tenha sido Winston Churchill, um jogador ávido e um dos primeiros especialistas em six-pack, ou bezique "chinês".. Há algumas evidências de que os escritores ingleses Wilkie Collins e Christina Rossetti também eram entusiastas. No entanto, desde o final do século XIX, a popularidade do jogo diminuiu. Embora o jogo original de 1847 fosse jogado com um único baralho do tipo piquet 32 cartas, as regras já sugeriam que o jogo poderia ser jogado com dois baralhos, o que dobraria o número de pontos disponíveis. e, no máximo em 1864 nos EUA, o jogo padrão de duas mãos havia evoluído para usar dois ou até três baralhos de euchre (também de 32 cartas).}

## Visão geral
Nota: neste artigo as letras minúsculas após os símbolos A (Às), K (Rei), Dama (Q), Valete (J)) informam os naipes das cartas:
- h = Hearts  - Copas
- d = Diamonds -Ouros
- c = Clubs -Paus
- s = Spades - Espadas

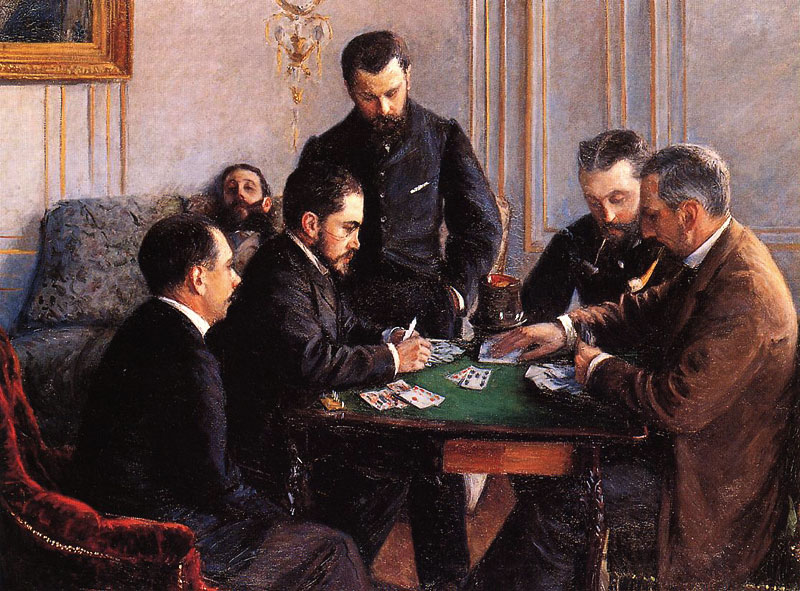
Gustave Caillebotte O Jogo de Bezique (1881), Louvre Abu Dhabi

Um baralho de bezique de duas mãos é um baralho de 64 cartas, consistindo do ás até o sete mais as figuras de cada naipe dobrado (ou seja, as cartas de dois a seis são retiradas de dois baralhos e as cartas restantes são combinadas). Os jogadores cortam para distribuir, com a carta mais alta tendo preferência. A classificação das cartas no corte e em jogo é Ás (A), Dez (10), Rei (K), Dama (Q), Valete (J), nove (9), oito (8) e sete (7). Oito cartas são distribuídas em lotes de três, dois e três, para cada jogador, com a próxima carta sendo colocada virada para cima entre os dois jogadores para estabelecer o trunfo naipe. As cartas restantes, conhecidas como "maço" ou "stock", são colocadas viradas para baixo ao lado dele. Se a carta virada for um sete (7), o dealer marca dez. 
O jogador que não está distribuindo a carta abre qualquer carta da mão e o dealer pode então jogar qualquer carta. O requisito normal de seguir o naipe, se possível, não se aplica ao bezique. Se um segundo jogador escolher jogar uma carta mais alta do mesmo naipe ou de qualquer trunfo, esse jogador ganha um vaza. Se as duas cartas do mesmo valor forem jogadas, o vaza pertence ao primeiro jogador. Uma vez jogadas, as vazas são colocadas viradas para baixo pelo jogador que ganhou cada vaza. O portador do trunfo sete (7) tem o direito de trocá-lo pela carta virada para cima a qualquer momento quando estiver "na frente", marcando 10 pontos. O portador do trunfo sete duplicado também marca 10 pontos quando é jogado. 
O vencedor de cada vaza declara uma combinação virada para cima na mesa e marca pontos por ela, pega uma carta do topo do monte e então abre para a próxima vaza. O outro jogador compra a segunda carta do monte, mas não pode declarar uma vaza. O jogo prossegue até que o estoque se esgote, momento em que mais 8 vazas são jogadas para esgotar as mãos dos jogadores. Finalmente, os brisques (casamentos de figuras) são pontuados. O jogo geralmente é jogado com o primeiro a 1000 pontos.

## Pontos por vaza e brisque (grupo 7, 8, 9, 10, J, Q, K)
| Sete (7) de trunfo apareceu ou foi declarado                            | 10  |
| Última vaza vencedora (antes das 8 vazas finais)                        | 10  |
| Casamento comum (Rei (K) e Dama (Q)) de q.quer naipe) declarados juntos | 20  |
| Casamento real (Rei (K) e Dama (Q) do naipe trunfo) declarados juntos   | 40  |
| Casamento (Dama (Q) e Valete (J))                                       | 40  |
| Conjunto Duplo (ambas Damas e ambos Valetes (J))                        | 500 |
| Quatro valetes (algumas variantes)                                      | 40  |
| Quatro damas                                                            | 60  |
| Quatro reis                                                             | 80  |
| Quatro ases                                                             | 100 |
| Sequência das 5 melhores cartas de Naipe Trunfo A, 10, K, Q, J          | 250 |
| "Brisque" (cada A ou 10 ganho durante a mão)                            | 10  |